# کوسی-لا-کلن
کوسی-لا-کلن (به فرانسوی: Cussy-la-Colonne) یک کمون در فرانسه با جمعیت ۵۴ نفر است که در Canton of Bligny-sur-Ouche واقع شده‌است.